# Siamraptor
Siamraptor — рід тероподів. Базальний представник клади Carcharodontosauria. Існував у аптському віці крейдового періоду (бл. 125—113 млн років тому). Описано один вид — Siamraptor suwati. Рештки знайдені на території Таїланду у формації Хок Круат. Найхарактернішою ознакою є висока пневматичність кістяка, подібно як в Aerosteon і Murusraptor. Таксон пролив світло на ранню еволюцію і поширення Carcharodontosauria.

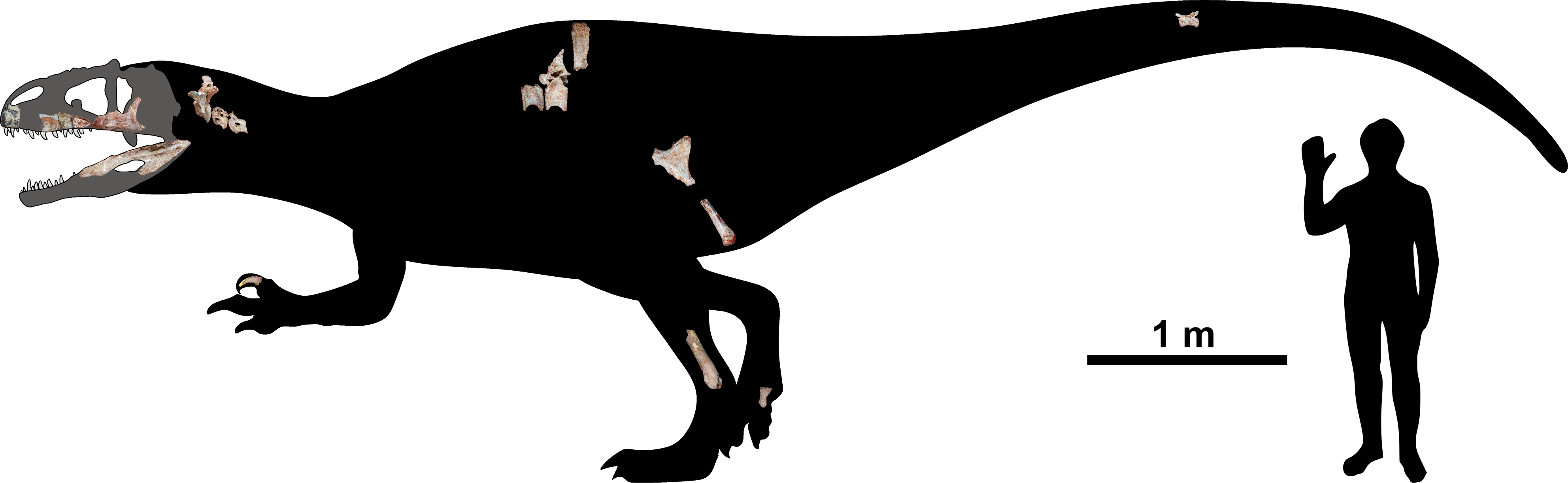
Силует з відомими рештками.